# China (Texas)
China es una ciudad ubicada en el condado de Jefferson en el estado estadounidense de Texas. En el Censo de 2010 tenía una población de 1.160 habitantes y una densidad poblacional de 347,19 personas por km².

## Geografía
China se encuentra ubicada en las coordenadas 30°2′28″N 94°20′15″O / 30.04111, -94.33750. Según la Oficina del Censo de los Estados Unidos, China tiene una superficie total de 3.34 km², de la cual 3.32 km² corresponden a tierra firme y (0.7%) 0.02 km² es agua.

## Demografía
Según el censo de 2010, había 1.160 personas residiendo en China. La densidad de población era de 347,19 hab./km². De los 1.160 habitantes, China estaba compuesto por el 75.43% blancos, el 20.6% eran afroamericanos, el 0.17% eran amerindios, el 0.09% eran asiáticos, el 0% eran isleños del Pacífico, el 1.98% eran de otras razas y el 1.72% pertenecían a dos o más razas. Del total de la población el 5.69% eran hispanos o latinos de cualquier raza.